# Venskabsmenighed
En venskabsmenighed er en menighed hyppigst i et andet land, som en menighed opretholder en særlig kontakt til.
Formålet med et venskabsmenighedsforhold kan være økonomisk støtte, sådan er mange menigheder blevet venskabsmenighed med menigheder i de tidlige kommunistiske for at støtte dem.
Formålet kan også være kontakt og erfaringsudveksling – eller venskab, sådan som navnet venskabsmenighed peger på.

## Ekstern henvisning
- http://www.venskabsmenighed.dk Arkiveret 23. december 2014 hos  Wayback Machine

| Religion | Spire Denne religionsartikel er en spire som bør udbygges. Du er velkommen til at hjælpe Wikipedia ved at udvide den. |